# Biserica de lemn „Sfânta Cuvioasă Paraschiva” din Corbu
Biserica de lemn „Sf. Cuvioasă Paraschiva” este o biserică amplasată în Corbu, raionul Dondușeni, Republica Moldova. Este un monument arhitectural de importanță națională inclus în Registrul monumentelor Republicii Moldova ocrotite de stat cu nr. 388 (raionul Dondușeni). Datează din 1902.